# 拉姆塞斯·奥古斯托·雷耶斯
拉姆塞斯·奥古斯托·雷耶斯·科尔梅纳雷斯（西班牙語：Ramsés Augusto Reyes Colmenares；1964年2月5日—）是委内瑞拉的一个会计师、行政管理专家、评估鉴定师、政治家、画家和作家。他出生于加拉加斯。2006年—2011年，任委内瑞拉全国代表大会代表，代表玻利瓦尔州。现任委内瑞拉革命潮流总书记。